# Coenosia pilosissima
Coenosia pilosissima är en tvåvingeart som beskrevs av Stein 1920. Coenosia pilosissima ingår i släktet Coenosia och familjen husflugor. Inga underarter finns listade i Catalogue of Life.